# Specchio magico (film)
Specchio magico (Espelho mágico) è un film del 2005 diretto da Manoel de Oliveira.
Il soggetto è tratto dal racconto A alma dos ricos di Agustina Bessa-Luís.